# Hoghilag
Hoghilag es una comuna ubicada en el distrito de Sibiu, Rumania.

## Superficie
Posee una superficie de 52,13 kilómetros cuadrados.

## Demografía
Hasta 2021 la población era de 2123 habitantes, con una densidad de población de 40,73 habitantes por kilómetro cuadrado.